# Dundangan
Dundangan is een bestuurslaag in het regentschap Pelalawan van de provincie Riau, Indonesië. Dundangan telt 3589 inwoners (volkstelling 2010).